# William Prescott
William Prescott (20. února 1726 Groton, Massachusetts – 13. října 1795 Pepperell, Massachusetts) byl plukovník americké Kontinentální armády ve válce za nezávislost. Jako velitel vlasteneckých sil v bitvě u Bunker Hillu vešel ve známost svým rozkazem vojákům: „Nestřílejte, dokud neuvidíte bělma jejich očí“, takže povstalečtí vojáci stříleli na nepřítele na kratší vzdálenost, a tedy mnohem účinněji. Šetřili tím současně omezené zásoby munice, které měli k dispozici. Historici diskutují o tom, zda toto památné rčení pronesl poprvé opravdu Prescott, nebo již někdo před ním.

## Život
Narodil se v Grotonu v dnešním státě Massachusetts, jelikož v té době byl East Pepperell považován za část Grotonu. Jeho otcem byl Benjamin Prescott (1696–1738), matkou Abigail Oliver Prescottová (1697–1765). V roce 1758 se oženil s Abigail Haleovou (1733–1821) a měli spolu jedno dítě, syna Williama (1762–1844). Rodina bydlela v domě, který William Prescott vlastnil v Pepperellu. Ulice, kde stál, dnes nese Prescottovo jméno. Pepperell byl tehdy pohraničním městem, takže tam, stejně jako v sousedním Hollisu ve státě New Hampshire, bývaly problémy s indiány. Místní obyvatelé s sebou proto obvykle nosili do práce na poli pušky. Plukovník Prescott, jeho syn, právník William Prescott, jr., který žil později v Bostonu, i jeho vnuk, historik William Hickling Prescott ponechali svým pozemkům i nadále původní indiánské názvy.
Během války krále Jiřího, jež byla severoamerickým dějstvím válek o rakouské dědictví, sloužil William Prescott v provinční domobraně a zúčastnil se obléhání Louisbourgu v roce 1745 pod vedením Williama Pepperrella, kdy se Britové zmocnili tehdejšího hlavního města ostrova Cape Breton. Je možné, že poté, co se Pepperell v roce 1753 oddělil od Grotonu, sehrál Prescott určitou roli při pojmenování města po jeho veliteli siru Pepperrellovi. V roce 1755 byl William Prescott poručíkem provinčních jednotek, jež byly vyslány, aby vytlačily Francouze z Nového Skotska. Po svém návratu se oženil s Abigail Haleovou, jak je uvedeno výše, a byl povýšen do hodnosti kapitána. Roku 1755, kdy se francouzsko-indiánská válka rozšířila, se zúčastnil obležení pevnosti Beausejour. Za službu v této válce dostal nabídku vstoupit do britské armády, ale odmítl ji.

### Americká válka za nezávislost
V roce 1774 byl jmenován plukovníkem regimentu milice zvané Minutemen, kteří se přihlásili v Pepperellu a jeho okolí. Poté, co do Pepperellu onoho památného 19. dubna 1775 kolem 10. dopoledne dorazily zprávy o britském útoku na Lexington a Concord, kdy došlo k prvnímu vojenskému střetu Americké války za nezávislost, vydal Prescott okamžitě rozkaz kompaniím v Pepperellu a v Hollisu, aby pochodovaly na Groton a odtamtud k bojišti. Avšak když milice dorazily do Grotonu, nebyla grotonská domobrana ještě připravená. Po krátké přestávce tedy pokračovaly na místo určení před grotonskými kompaniemi. Plukovník Prescott spěchal ke Concordu a poté do Cambridge s pokud možno co největším počtem mužů svého regimentu, ale nesnažil se předehnat ustupující jednotky britské pravidelné armády. Kompanie domobrany dorazily příliš pozdě na to, aby mohly zasáhnout do bojů u Lexingtonu a Concordu, ale staly se součástí malé armády, která v době od 19. dubna 1775 do 17. března 1776 oblehla Boston. Prescott a většina jeho mužů vstoupili na 8 měsíců (délka prvních dobrovolných závazků) do Druhým kontinentálním kongresem nově zformované Kontinentální armády.
Poté, co velení amerických kontinentálních sil zjistilo, že se Britové hodlají zmocnit nechráněných výšin Dorchester Heights u Bostonu a dalších u Charlestownu, byl Prescott vybrán, aby se s 1200 muži vydal na Charlestownský poloostrov a opevnil kopec Bunker Hill. Hlavní opevnění však bylo oproti příkazu posléze vybudováno na kopci Breeds Hill, protože byl nižší a blíž k přístavu. Vrchní velitel massachusettské milice generál Artemas Ward vydal 16. června 1775 rozkaz, v němž určil Prescotta velitelem uskupení tří massachusettských regimentů (Prescottova a regimentů, jimž veleli plukovníci Frye a Bridge) a dalších 120 mužů z connecticutského regimentu pod velením kapitána Thomase Knowltona, což dělalo dohromady asi 1000 mužů. Plukovník Prescott a jeho vojáci měli za úkol přemístit se na Bunker Hill a vybudovat tam opevnění.
Prescottovy oddíly vyrazily v tichosti po setmění z Cambridge a kolem 11. večer dorazily na kopec Bunker Hill, kde začaly s kopáním zákopů. Kopec Breed's Hill však ležel blíže k Bostonu, a proto byl vyhodnocen jako vhodnější místo pro vybudování opevnění. Vojáci zde během noci postavili silnou redutu a k tomu ještě menší opevněné linie napříč Charlestownským poloostrovem. Ochranný parapet reduty dosahoval jen asi do výšky prsou muže středního vzrůstu, takže plukovník Prescott, který měřil 188 až 190 cm, nad něj po celou dobu bojů značně vyčuhoval. Poté, co byl jeden z jeho mužů zabit dělovou koulí, vylezl prý Prescott, který se obával poklesu bojové morálky mužstva, na parapet chodil po něm a povzbuzoval vojáky humorem a pochvalami. Přestože byla většina amerických vojáků nezkušená, bojovali s odvahou a tvrdošíjností veteránů, dokud jim nedošla munice. William Prescott byl až do konce svého života přesvědčen, že by dokázal udržet pozice i s menším počtem mužů, kdyby měli dostatek střeliva. Příštího dne jeho vojáci, unavení stavbou opevnění a s nedostatkem munice, tvořili střed americké obrany, když Britové v bitvě u Bunker Hillu zaútočili na jejich postavení. Útok začal palbou z děl HMS Lively asi ve 4 hodiny ráno a později pokračoval střelbou ze všech 128 kanónů na lodích v přístavu a také z baterií na kopci Copp's Hill u Bostonu na americké pozice, což ovšem mělo relativně malý účinek. Vlastní útok pozemních sil začal až ve 3 odpoledne. Prescott přikázal mužům z connecticutského regimentu, jimž velel kapitán Knowlton, aby bránili levé křídlo. Posloužila jim v tom předprseň z hrubě navršené hlíny zpevněná kusy plotu a maskovaná senem. Vybudovali rovněž tři malé zákopy ve tvaru písmene V mezi touto předprsní a Prescottovou redutou. Jako posila tohoto postavení dorazilo asi 200 mužů z 1. a 3. newhampshirského regimentu, jimž veleli plukovníci John Stark a James Reed. Odvážně bojující Američané dvakrát odrazili britský útok na redutu. Při třetím britském útoku byli již Prescottovi muži po počáteční salvě do britských řad téměř bez munice, plukovník proto nařídil ústup z reduty. Sám byl jedním z posledních, kdo opustili opevnění. Útoky nepřátel, kteří měli na svých mušketách nasazené bajonety, při tom odrážel svou za normálních podmínek slavnostní šavlí. Vojáci na levém křídle sehráli klíčovou roli při krytí ústupu z Bunker Hillu. Během tohoto ústupu padl generál Joseph Warren, který na Bunker Hillu bojoval přes svoji hodnost jako řadový voják.
Prescott řekl generálu Artemasi Wardovi, že pokud mu dá tři regimenty vyzbrojené mušketami s bajonety a s dostatkem střeliva, buď dobije redutu zpět ještě té noci, nebo při tomto pokusu padne. Vrchní velitel však jeho návrh z opatrnosti zamítl. Britové sice získali Bunker Hill, avšak nedokázali své vítězství využitkovat. Nezkušené a málo vycvičené koloniální milice, které tak podceňovali, jim způsobily značné ztráty – přišli o třetinu živé síly, zatímco Američané pouze o pětinu. Prescott je považován za klíčovou postavu bitvy, neboť dokázal udržet poslušnost a pořádek v řadách poměrně nedostatečně vycvičených koloniálních milicí, jimž velel. Mezi Američany, kteří se vyznamenali v bitvě u Bunker Hillu, nejvíc vynikají jména Prescott, Putnam a Warren. Zatímco se generál Putnam, který nebyl v redutě na kopci Breeds Hill, snažil řídit vedení bojů z Bunker Hillu, bojoval Joseph Warren, massachusettský politik, prezident Massachusettského provinčního kongresu, člen Výboru pro bezpečnost a čerstvě jmenovaný generálmajor, na Breeds Hillu pod plukovníkem Prescottem dobrovolně jako řadový voják a během ústupu padl.
Poté, co Druhý kontinentální kongres zřídil Kontinentální armádu, jmenoval jejím velitelem George Washingtona a vyslal jej, aby převzal velení nad jednotkami koloniálních milicí, které obléhaly Boston. Prescott obdržel plukovnické jmenování a z jeho jednotky se stal 7. kontinentální regiment. Zúčastnil se obrany New Yorku v rámci Newyorského a newjerseyského tažení. Ač to vypadá, že se po tomto tažení plukovník Prescott vzdal velení pluku, patrně se s ním alespoň zčásti zúčastnil Saratožského tažení v roce 1777, neboť je vyobrazen na Turnbullově obraze Kapitulace generála Burgoyna u Saratogy, který visí v Rotundě Kapitolu Spojených států amerických.

### Pozdější život
Plukovník Prescott sloužil v Kontinentální armádě až do konce roku 1776. Do doby, než byli Američané nuceni ustoupit z New Yorku, sloužil na newyorském Governor's Islandu. Na podzim roku 1777 se jako dobrovolník podílel na zajetí šestitisícové britské armády pod velením generála Johna Burgoynea po prohrané bitvě u Saratogy. Byla to jeho poslední akce v řadách Kontinentální armády. Byl zvolen členem Massachusettského provinčního kongresu, který zasedal v Salemu. Po svém odchodu z armády pracoval v městské správě a po tři roky byl poslancem zákonodárného shromáždění. Po zbytek života pak vykonával úřad smírčího soudce. Když vypuklo Shaysovo povstání, spěchal do Concordu a pomáhal při obraně soudů a zachovávání zákona a pořádku. Sloužil rovněž v domobraně povolané v roce 1786 k potlačení tohoto povstání.
Plukovník William Prescott zemřel v Pepperellu na hydrothorax neboli přítomnost tekutiny v pohrudniční dutině a byl s vojenskými poctami pohřben na Waltonském hřbitově.

## Odkaz
Na počest plukovníka Williama Prescotta bylo pojmenováno bývalé městečko Prescott ve státě Massachusetts. V roce 1938 jej z větší části pohltila nově vybudovaná Quabbinská nádrž, jež zásobuje pitnou vodou město Boston a jeho okolí. Část městečka, která zůstala nad vodou, tvoří dnes takzvaný Prescottův poloostrov a je součástí městysu New Salem.
V roce 1856 byla v severovýchodní části pohřebiště Bunker Hill v Charlestownu v Massachusetts postavena Prescottova škola, pojmenovaná na jeho počest. Škola se později spojila s Warrenovou školou, pojmenovanou na počest generála Josepha Warrena, který padl při ústupu z Bunker Hillu, a vytvořila s ní Warren-Prescottovu základní školu.
William Prescott se objevil jako postava ve sci-fi románu Čas pro vlastence, Thomase Wm. Hamiltona (Strategic Book Publishing, Houston 2008, ISBN 978-1-60693-224-7).
Prescottova ulice v Pepperellu nebyla pojmenována po plukovníku Prescottovi, ale po jeho vnukovi, historiku W. H. Prescottovi.